# Sam Cook
Cecil "Sam" Cook (ur. 23 sierpnia 1921 w Tetbury, zm. 4 września 1996 tamże) – angielski krykiecista, reprezentant Anglii, gracz Gloucestershire County Cricket Club specjalizujący się w grze na pozycji rzucającego.
Cook był niskim i krępym człowiekiem, jako zawodnik - leworęcznym spin bowlerem skupiającym się jednak raczej na precyzji rzutu niż na podkręceniu. Pierwszego wicketa w meczu pierwszej klasy zdobył swoją pierwszą piłką w pierwszym meczu tej rangi, a w całym pierwszym sezonie (1946) - łącznie 133.
Wystąpił tylko w jednym meczu testowym w roku 1947. Rywalem Anglików była wówczas reprezentacja RPA. Cook zagrał źle, oddając przeciwnikom 127 runów, nie zdobywając ani jednego wicketa. W tym samym meczu zawiódł również gracz Kent County Cricket Club, Jack Martin. Jego również nigdy więcej nie powołano na test match.
Sam Cook karierę zakończył w 1964. Następnie został sędzią krykietowym i pracował w tym zawodzie do 1986.